# 2017 في السويد
فيما يلي قوائم الأحداث التي وقعت خلال عام 2017 في السويد.

## أحداث
- 7 أبريل – هجوم ستوكهولم 2017

## رياضة
- 20 أغسطس – طواف النرويج للسيدات 2017 الفائزون ميغان غوارنير، يانيكي إنسينغ، ليزا كلاين، إيلين فان دايك، ماريان فوس، فريق سنويب للسيدات 2017  [لغات أخرى]‏، أنا فان دير بريغين.

## أفلام
من الأفلام التي صدرت هذه السنة في السويد:
- 21 يناير – حادث النيل هيلتون من إخراج طارق صالح.
- 16 مارس – آخر الرجال في حلب من إخراج فراس فياض، Steen Johannessen ‏.

### فبراير
- 7 فبراير – هانس روسلينج (مواليد 1948)

### يونيو
- 13 يونيو – أولف ستارك (مواليد 1944) روائي سويدي.
- 27 يونيو – مايكل نيكفيست (مواليد 1960) ممثل سويدي.

### أغسطس
- 1 أغسطس – كيم وال (مواليد 1987) صحفية سويدية.

### سبتمبر
- 10 سبتمبر – هانس ألفردسون (مواليد 1931)

### نوفمبر
- 17 نوفمبر – ريكارد وولف (مواليد 1958) ممثل سويدي.